# جاسین الزرمن
جارمن (به انگلیسی: Josien Elzerman) (زادهٔ ۲ آوریل ۱۹۵۶) شناگر اهل هلند است.